# ファイブリングス・ドージョー
ファイブリングス・ドージョー（FIVE RINGS DOJO）は、オーストラリアのゴールドコーストに所在する格闘技ジム。Ray松村が設立し代表を務めていた。Ray松村は格闘技興行「XPLOSION」のプロモーターも務めていた。

## 主な所属選手
- ネイサン"カーネージ"コーベット
- ダニエル・リマ
- イアン・シャファー
- マル・ザ・ツイン・タイガー
- ラマザン・ラマザノフ
- ジム・ヨーク
- KEI岩崎
- 蜜山剛三